# Stazione di Stradella
Stazione di Stradella vasútállomás Olaszországban, Lombardia régióban, Stradella településen.

## Vasútvonalak
Az állomást az alábbi vasútvonalak érintik:
- Alessandria–Piacenza-vasútvonal
- Pavia–Stradella-vasútvonal

## Kapcsolódó állomások
A vasútállomáshoz az alábbi állomások vannak a legközelebb:
- Stazione di Broni
- Stazione di Arena Po